# Новий Витків (ґміна)
Ґміна Віткув Нови (пол. Gmina Witków Nowy) — колишня (1934—1939 рр.) сільська ґміна Радехівського повіту Тарнопольського воєводства Польської республіки (1918—1939) рр. Центром ґміни було село Віткув Нови.

1 серпня 1934 р. було створено ґміну Віткув Нови у Радехівському повіті. До неї увійшли сільські громади: Ордув, Плове, Станін, Сушно, Тарнувка, Віткув Нови, Віткув Стари і Волька Сушаньска.

У 1934 р. територія ґміни становила 106,17 км². Населення ґміни станом на 1931 рік становило 7 119 осіб. Налічувалось 1 171 житловий будинок.
В 1940 р. ґміна ліквідована у зв’язку з утворенням Радехівського району.